# Bertoleoni

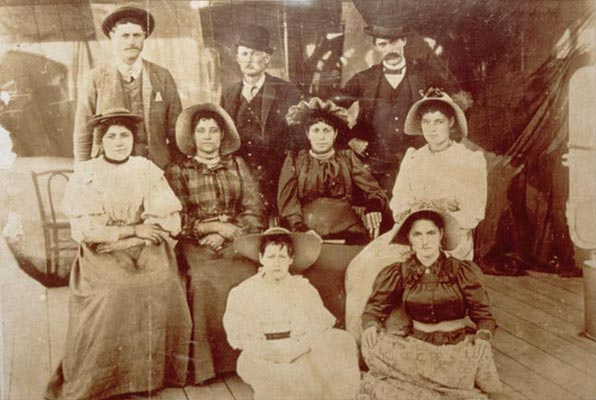
Vua Carlo I Bertoleoni cùng gia đình của ông, mà những tuyên bố của gia tộc Bertoleoni đều được trưng bày trong Cung điện Buckingham với dòng chú thích "Hoàng gia xứ Tavolara, ở vịnh Terranova, vương quốc nhỏ nhất thế giới."

Bertoleoni tự xưng là gia tộc cai trị "Vương quốc Tavolara" (Sardinia, Ý), từng tuyên bố là "vương quốc nhỏ nhất thế giới" (nay đã bị hủy bỏ). Các thành viên của gia tộc này cũng là cư dân duy nhất trên đảo (có đất đai thuộc sở hữu một phần của gia đình Marzano ở Roma, và một phần là căn cứ quân sự của NATO) đã bị bỏ rơi trong thập niên 1730 vì nạn cướp biển Bắc Phi trong khu vực. Họ tự nuôi sống bản thân bằng cách nuôi dê và câu cá. Hiện tại, vương quốc tự phong này là một điểm thu hút du lịch cho khoảng 50 cư dân bản địa của hòn đảo, nơi mà vị "vua" và "hoàng thái phi" hiện tại đang quản lý hai nhà hàng và bán đồ lưu niệm cho du khách của Công viên Tự nhiên.
Một người tên là Giuseppe Bertoleoni đã tuyên bố chủ quyền trong một chuyến đi săn, đích thân Vua xứ Sardinia là Carlo Alberto Amedeo đã bổ nhiệm bằng miệng phong cho ông làm "Vua xứ Tavolara" vào năm 1836. Theo Giuseppe Bertoleoni, Carlo Alberto Amedeo cũng đã phê chuẩn (bằng miệng) việc sử dụng danh hiệu "Hoàng tử" cho vị trưởng nam thừa kế, cùng các chức danh "Chúa tể những Hòn đảo" (signore delle Isole) và "Tiểu thư Biển cả" (Signora del Mare) cho đứa con út của nhà vua. Người đòi ngôi hiện nay là "Vua" Tonino, một công dân Ý đang quản lý một nhà hàng trên đảo mang tên Da Tonino.

## Các đời vua Tavolara

### Giuseppe (1836–1845)

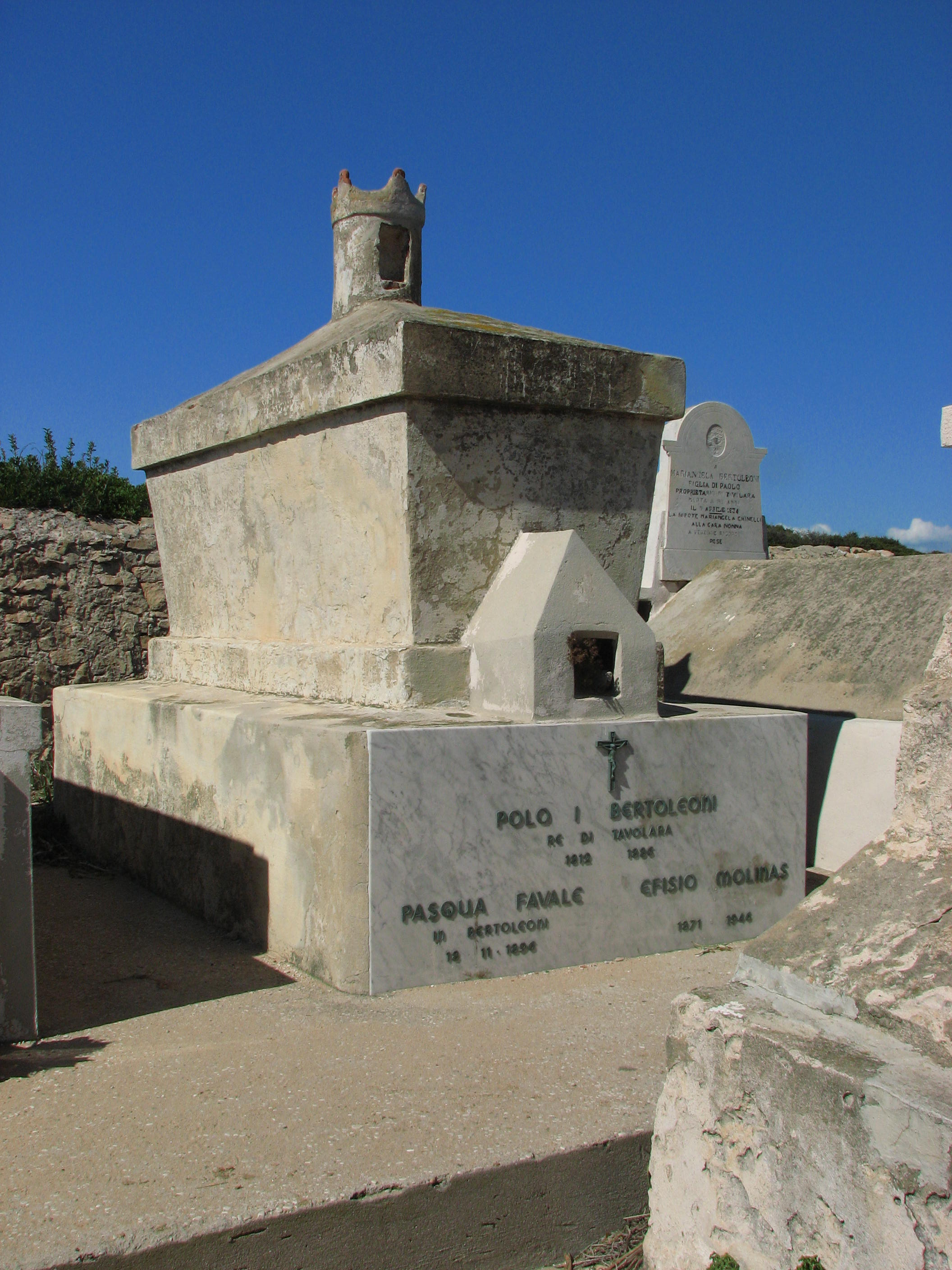
Lăng mộ Vua Paolo I ở Tavolara

Sinh ngày 20 tháng 12 năm 1778, trên một hòn đảo gần Maddalena, Giuseppe Celestino Bertoleoni Poli là một người chăn cừu và cư dân duy nhất của hòn đảo này trước chuyến viếng thăm của Carlo Alberto Amedeo. Ông đã có lời tuyên bố đầy ấn tượng về mình kiểu như một người có giáo dục và tự phong làm vua của hòn đảo ngay sau đó. Ông còn mang hai gia đình của mình từ các đảo khác đến sống chung với nhau. Chính phủ Ý đã cố gắng truy tố Bertoleoni về tội sống chung chạ hai vợ nhưng không thành công vì danh hiệu của ông.
Về sau ông trao lại vương quốc cho con trai mình là Paolo I vào năm 1845 rồi qua đời vào năm 1849. Gốc gác của Giuseppe cho đến giờ vẫn còn là một bí ẩn. Bởi vì ông tự tuyên bố là mình được giáo dục cao hơn mức trung bình của một anh chăn cừu Sardinia, một số người đã suy đoán vô căn cứ rằng ông là một thành viên chạy trốn của Carbonari, một nhà quý tộc Pháp bị lưu đày, hay thậm chí là Louis XVII của Pháp.

### Paolo I (1845–1886)
Con trai của Giuseppe Bertoleoni và Laura Ornano, sinh năm 1815. Năm 1839 ông đến thăm Vua Carlo Alberto Amedeo tại Turin và nhận được hiến chương hoàng gia cho Tavolara. Trong thời gian này, nhà ái quốc người Ý Giuseppe Garibaldi có mối liên hệ với gia đình Bertoleoni, thường viếng thăm thân nhân của Paolo trên các đảo La Maddalena và Caprera.
Sau khi Vương quốc Ý ra đời vào năm 1861, Paolo bị ép phải giành được sự công nhận Tavolara từ Vittorio Emanuele II. Sau khi ông ngã bệnh năm 1882, vợ ông là Pasqua Favale đã tiến hành nhiếp chính cho đến khi ông chồng qua đời vào ngày 30 tháng 5 năm 1886. Một số tờ báo công bố bản tin rằng lúc còn nằm trên giường bệnh, Paolo đã yêu cầu xóa bỏ vương quốc theo bên mình và vì vậy mà gia đình của ông đã thành lập một nước Cộng hòa. Tuy vậy các bản tin này lại không đáng tin cậy.

### Carlo I (1886–1927)

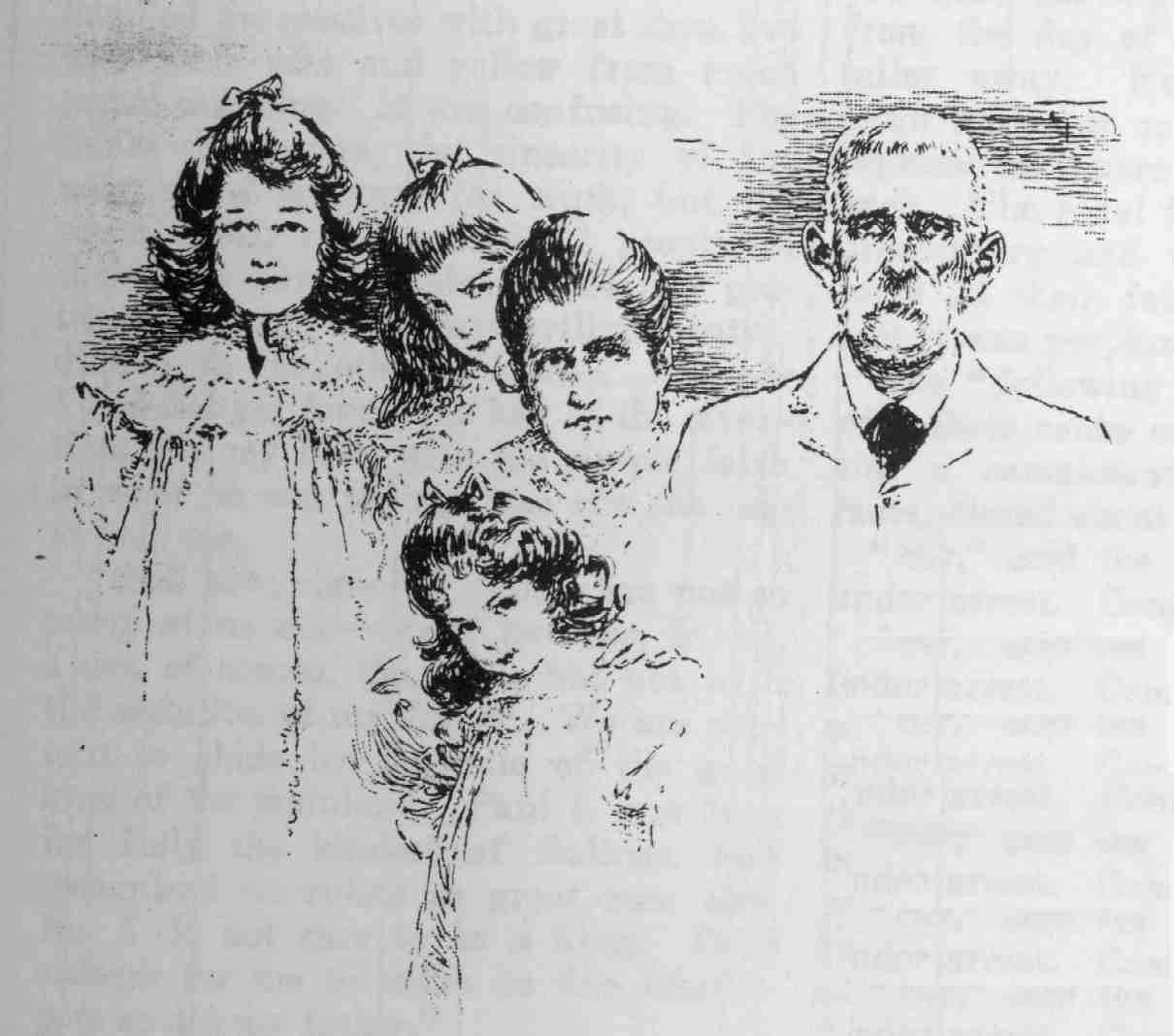
Bức phác hoạ Vua Carlo I, Hoàng hậu Maddalena Favale, và ba cô Tiểu thư Biển cả (Hale, 1904).

Con trai của Paolo I và Pasqua Favale, sinh năm 1845. Vào mùa hè năm 1900, tàu hải quân HMS Vulcan đến thăm Tavolara và thủy thủ đoàn đã chụp một bức ảnh của vua Carlo và gia đình ông để treo trong bộ sưu tập chân dung hoàng gia của Nữ hoàng Victoria trong Cung điện Buckingham. Tuy thế đến năm 1904, Carlo chỉ là vua trên danh nghĩa vì thực ra ông không có tham vọng cai trị. Ông được cho là đã nói: "Tôi không quan trọng việc trở thành một vị vua. Nó đủ khiến tôi làm một cái giỏ bắt tôm hùm tốt như cha tôi đã làm." Ông được mọi người trong gia tộc thuyết phục trị vì mãi cho đến khi qua đời theo như các bản tin thì là vào ngày 6 tháng 11 năm 1927 tại Olbia, hoặc là ngày 31 tháng 1 năm 1928, tại Ventimiglia ở Riviera của Ý.

### Mariangela (1927–1929)
Con gái của Paolo I và Pasqua Favale, sinh năm 1841, bà kế thừa ngôi vị theo đề nghị của người cháu Paolo (con trai Carlo và người kế vị được chỉ định) trong thời gian ông vắng mặt khỏi hòn đảo (ông đã rời khỏi hòn đảo này để tìm kiếm một công việc). Khi Mariangela mất vào ngày 6 tháng 4 năm 1934, có nguồn tin cho rằng Ý sẽ thừa hưởng vương quốc.

### Paolo II (1929–1962)
Con trai của Carlo I và Maddalena Favale, sinh năm 1897. Kết hôn năm 1930 với Italia Murru và bắt đầu một thời kỳ phục hưng của chế độ quân chủ. Ông bổ nhiệm người anh em họ Hoàng thân Ernesto Carlo Geremia làm Trung tướng của Vương quốc. Sau cái chết của Paolo vào ngày 2 tháng 12 năm 1962, Nữ hoàng góa bụa Italia Murru đã nghỉ hưu và tới Porto San Paolo tại Sardinia, trú đông ở Capo Testa cho đến khi bà qua đời năm 2003 ở tuổi 95. Paolo II là người cuối cùng tích cực cai trị Tavolara (tổng dân số lúc này vào khoảng 50 người). Vào cuối triều đại của ông, một nửa hòn đảo bị chiếm đóng bởi một căn cứ quân sự của NATO.

### Carlo II (1962–1993)
Con trai cả của Paolo II và Italia Murru, sinh năm 1931. Kết hôn nhưng không có con, mất vào tháng 5 năm 1993 tại Capo Testa, Sardinia. Trong những năm 1960 và 1970, người anh em họ Maria Molinas Bertoleoni (1869-1974) và Laura Molinas Bertoleoni (mất năm 1979), cả hai cô con gái của Mariangela và Bachisio Molinas đều cũng đặt yêu cầu xác nhận "ngôi vị" bỏ trống.

### Tonino (1933–nay)
Antonio (Tonino) Bertoleoni, con trai thứ hai của Paolo II và Italia Murru, sinh năm 1933. Ông là chủ sở hữu của nhà hàng Da Tonino cùng em gái là Công chúa Maddalena sở hữu nhà hàng La Corona gần đó. Sau khi Vittorio Emanuele xứ Napoli trở lại quê hương Ý của ông vào năm 2002, Tonino tuyên bố sẽ đệ đơn kháng cáo đến Emanuele, với tư cách người thừa kế nhà Savoy để công nhận vương quốc Tavolara. Con cái của Tonino với Maria "Pompea" Romano (1932–2010) gồm Loredana, Paola và Giuseppe.